# Job Maseko
Job Maseko (c. 1922 - 7 de marzo de 1952) fue un soldado sudafricano durante la Segunda Guerra Mundial, sirviendo en el Cuerpo Militar Nativo (en inglés: Native Military Corps) como parte de la 2.ª División de Infantería de Sudáfrica. Formó parte de las muchas tropas aliadas que fueron capturadas por el Eje en la rendición del puerto de Tobruk en 1942.
Obtuvo fama por sus acciones al hundir un barco alemán con solo una lata de leche mientras cumplía su deber como estibador de prisioneros de guerra en el puerto de Tobruk, acto que lo llevó a recibir la Medalla Militar.

## Previo a la guerra
Antes de la guerra, Maseko trabajaba como minero en Springs, Unión Sudafricana. Después de completar el entrenamiento básico, fue enviado al norte de África para servir como unidad de infantería en la 2ª División de Sudáfrica.

## Rendición y sabotaje
Maseko pasó a ser un prisionero de guerra el 21 de junio de 1942 cuando el general Hendrik Klopper, comandante de la 2.ª División de Infantería de Sudáfrica, entregó la guarnición de Tobruk con 32 000 hombres al mariscal Erwin Rommel. La guarnición incluía a 10 722 sudafricanos de la 2.ª División (de los cuales 1200 eran miembros del Cuerpo Militar Nativo).
Los alemanes separaban a los enemigos capturados por raza. Las tropas blancas fueron enviadas a campos de prisioneros de guerra en Europa, pero los prisioneros negros fueron retenidos en campos de prisioneros de guerra italianos en África, donde fueron obligados a trabajar como trabajadores manuales en condiciones precarias. Una parte del trabajo forzoso de los prisioneros consistía en cargar y descargar suministros de los barcos de carga alemanes en el puerto de Tobruk. Con su experiencia previa a la guerra y su exposición a explosivos, mientras descargaba un cargamento de un buque de carga alemán en el puerto de Tobruk el 21 de julio de 1942, Maseko consiguió que tres de sus compañeros de prisión distrajeran a los guardias alemanes mientras se ocupaba debajo de la cubierta haciendo una bomba improvisada usando sus conocimientos sobre minería de antes de la guerra. Utilizando municiones de las que extrajo la cordita y una mecha larga, Maseko montó el artefacto explosivo improvisado que escondió entre varios bidones de gasolina en la bodega del barco. Mientras él y sus compañeros reclusos sacaban la carga final del barco, Maseko encendió la mecha y luego abandonó la zona. El barco fue destruido en la explosión y por el consecuente incendio provocado por la misma. Al día siguiente, todos los prisioneros fueron interrogados sobre fumar estando a bordo del barco, a lo que respondieron que los cigarrillos estaban prohibidos y no estaban incluidos en ninguna ración, hecho que sus captores italianos no podían refutar.
Más tarde, Maseko logró escapar campo de prisioneros italiano en Tobruk y caminó durante tres semanas a través del desierto y cruzó las líneas enemigas hasta llegar a El Alamein. En octubre de 1942 se reagrupó con otros soldados y sirvió como camillero en la 1ª División de Infantería de Sudáfrica en la Segunda Batalla de El Alamein, presenciando así la derrota de sus captores alemanes e italianos. Después de El Alamein, fue transferido a la 6.ª División Blindada de Sudáfrica y recibió la Medalla Militar por sus acciones en Tobruk el 11 de marzo de 1943. La condecoración le fue otorgada más tarde por el mayor general Francois Henry "Frank" Theron mientras estaba en Italia con la división blindada.
Obtuvo el rango de cabo durante su servicio.

## Condecoraciones

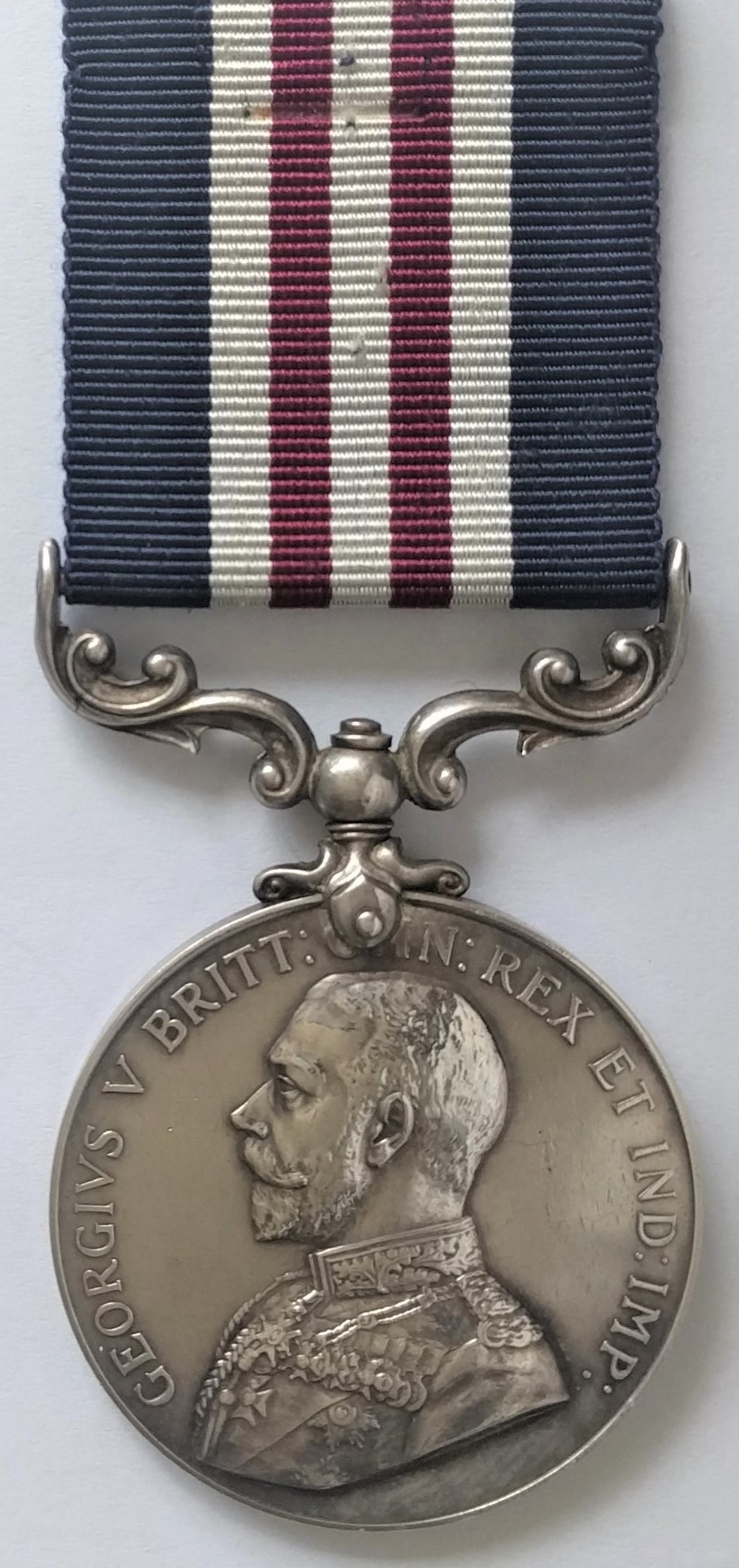
Medalla Militar otorgada a Maseko. Su nombre se encuentra escrito incorrectamente, siendo citado como Job "Masego".

Maseko fue condecorado con la Medalla Militar. La cita traducida desde su idioma original dice lo siguiente:

El Rey ha tenido el agrado de aprobar el siguiente premio en reconocimiento al servicio valiente y distinguido en el Medio Oriente:
MEDALLA MILITAR
No N 4448 L/Cabo Job Masego (sic) - Native Military Corps
CITACIÓN
Por la acción meritoria y valiente sucitada el 21 de julio o alrededor de esa fecha, mientras era prisionero de guerra, él, Job Masego, hundió un buque de vapor enemigo completamente cargado, probablemente un barco "F", mientras estaba amarrado en el puerto de Tobruk.
Esto lo hizo colocando una pequeña lata llena de pólvora entre bidones de gasolina en la bodega, conduciendo una mecha desde allí hasta la escotilla y encendiendo la mecha al cerrar la misma.
Al llevar a cabo esta acción deliberadamente planeada, Job Masego demostró ingenio, determinación y un total indiferencia por la seguridad personal del enemigo o de la explosión subsiguiente que incendió la nave.

El artista bélico Neville Lewis, quien pintó el retrato de Maseko, luego afirmó que Job había sido nominado para la Cruz Victoria por su valor, pero un oficial militar de alto rango había se había negado a la posibilidad de otorgar tal honor a un hombre negro, y recibiendo en su lugar la Medalla Militar por su valentía.
Esta situación se volvió a dar en 2021, para respaldar una petición denegada al gobierno británico  que pedía que Maseko recibiera una Victoria Cross de manera póstuma. No obstante, los registros de los Archivos Nacionales del Reino Unido cuentan una historia diferente. Revelan que Maseko en realidad había sido recomendado para recibir la Medalla del Imperio Británico por su gallardía, y la mención se actualizó a una concesión inmediata de la Medalla militar.

### Medallas de servicio
Al igual que sus compañeros de servicio, Maseko habría recibido las siguientes medallas de servicio además de la Medalla Militar:
- La estrella de 1939-1945
- La estrella de África
- La estrella de Italia
- Medalla de guerra
- Medalla de servicio de África.

## Vida posguerra
Después de la guerra, como muchos otros soldados luego de las movilizaciones masivas, ganó poco reconocimiento en el mundo de la vida civil. Además, la regla general basada en la segregación racial que rige las asignaciones de pensiones era que las escalas de pensiones de color debían ascender a apenas tres quintos, mientras que las pensiones africanas eran solo dos quintos de la tasa aplicable a los pensionados blancos. La mayoría de excombatientes africanos quedaron severamente desilusionados cuando, en la posguerra, no pudieron encontrar empleo basado en las nuevas habilidades que habían adquirido en el ejército y que el nivel de vida al que estaban acostumbrados mientras eran miembros de las fuerzas sudafricanas no era el mismo aplicado en la vida civil. Para Maseko y otros miembros del NMC, la Sudáfrica de la posguerra era muy parecida a la Sudáfrica anterior a 1939.

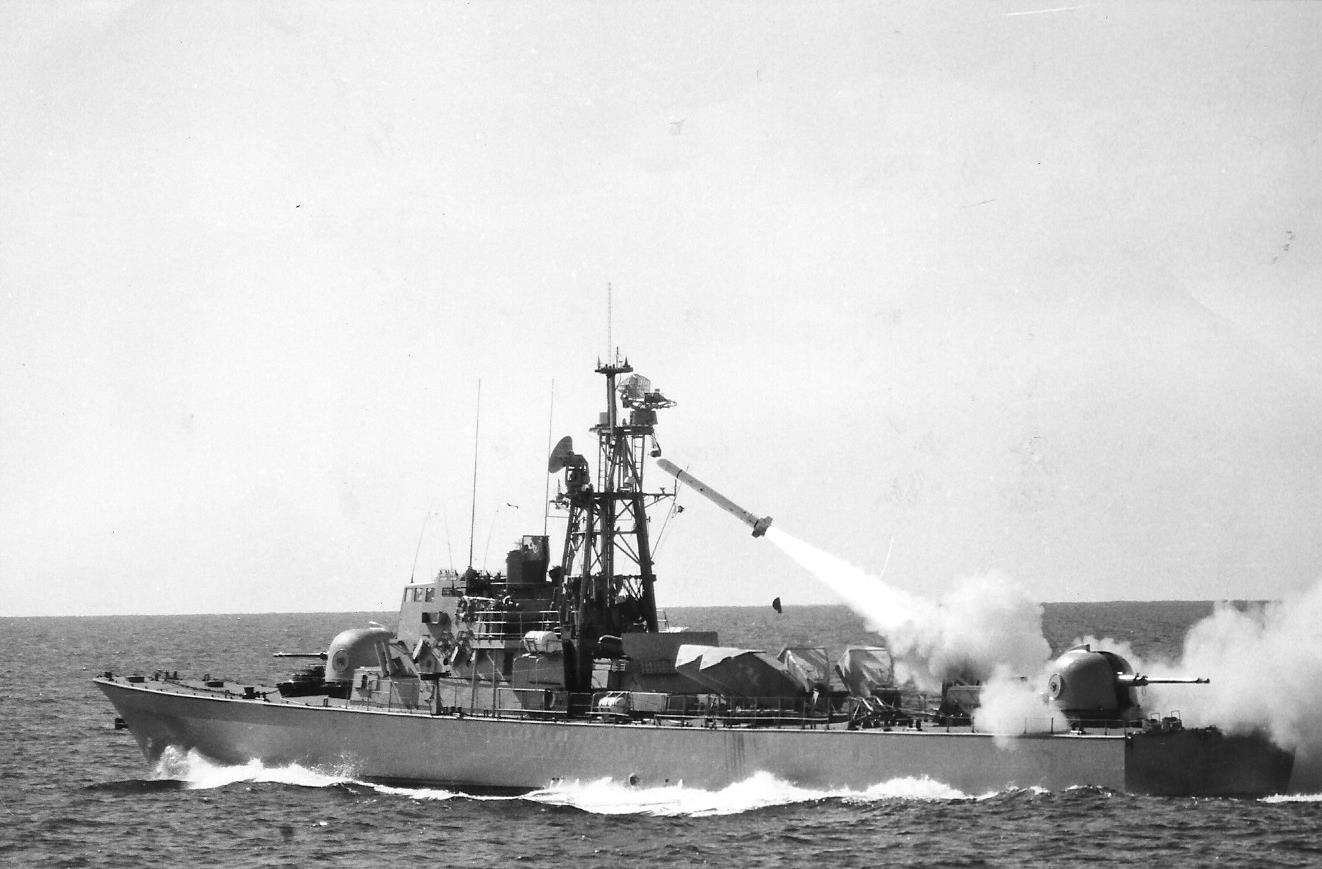
Buque lanzamisiles de clase Sa'ar 4 similar al barco sudafricano que nombrado en honor a Maseko.

Maseko fue atropellado por un tren el 7 de marzo de 1952, murió en el acto; en el momento de su muerte, estaba en una situación económica tan mala que su funeral fue pagado con fondos prestados y donados. Fue enterrado en el cementerio del municipio de Payneville en Springs, Sudáfrica.
Su certificado de defunción da su edad como "+/- 30 años", lo que sugiere que nació alrededor de 1922. De ser así, habría tenido alrededor de 20 años en el momento del acto que más tarde lo haría ser condecorado.

## Honores y reconocimiento
En su honor, el township de KwaThema, cerca de Springs, tiene una escuela primaria que lleva su nombre, al igual que la carretera principal que une Springs con KwaThema. En 1997, la Armada de Sudáfrica cambió el nombre de la nave de ataque con misiles SAS Kobie Coetzee a SAS Job Masego. En 2019, el Regimiento Noord-Transvaal pasó a llamarse Regimiento Job Masego. No está claro por qué la fuerza de defensa deletrea su apellido como ‘Masego’ en lugar de ‘Maseko’.
En 2007, el director sudafricano Vincent Moloi realizó un documental sobre Job Maseko y la 2.ª División de Infantería de Sudáfrica llamado "A Pair of Boots and a Bicycle" (Un par de Botas y una Bicicleta).